# Станко Црнобрња
Станко Црнобрња (Београд, 24. мај 1953) је југословенски и српски режисер и сценариста.
Познат је по режији музичког програма Београд ноћу, филмова франшизе Хајде да се волимо са Лепом Бреном и серије Панонски морнар - специјална редакција са Ђорђем Балашевићем.

## Филмографија

### Спотови
- Љуљај ме нежно, Ослони се на мене, Није за њу, Бобане (Оливер Мандић)
- Pediculis pubis (Бијело дугме и Бора Ђорђевић, 1984)
- Скадарска (Галија, 1991)[1]
- Инспектор Нагиб (Рамбо Амадеус, 1991)[1]